# Österrikes herrlandslag i vattenpolo
Österrikes herrlandslag i vattenpolo representerar Österrike i vattenpolo på herrsidan. Laget slutade på fjärde plats vid den olympiska turneringen 1912, deras bästa resultat, och deltog i OS även 1936 och 1952.

### Fotnoter
1. ↑  Todor Krastev (16 mars 1912). ”Men Water Polo Olympic Games 1912 Stockholm (SWE) 10-13.07 - Winner Great Britain” (på engelska). Sport Statistics. http://todor66.com/Water_Polo/Olympic/Men_1912.html. Läst 26 juni 2015.